# Kristina Miškinienė
Kristina Miškinienė (ur. 1 października 1960 w Rakliszkach) – litewska samorządowiec i polityk, w latach 2000–2012 wiceburmistrz Druskienik, posłanka na Sejm Republiki Litewskiej (2012–2016).

## Życiorys
W 1977 ukończyła szkołę średnią w Wilnie. W latach 1977–1982 studiowała w Kowieńskim Instytucie Politechnicznym. Od 1984 pracowała w miejskim komitecie wykonawczym w Druskienikach (m.in. jako specjalistka ds. planowania), później pozostała urzędniczką w lokalnej administracji. W 1997 uzyskała mandat radnej Druskienik z listy Partii Kobiet – Nowej Demokracji. Objęła funkcję przewodniczącej komisji ds. oświaty i kultury. W 2000 została wiceburmistrzem Druskienik, zastępczynią Ričardasa Malinauskasa. W 2003 przystąpiła do Litewskiej Partii Socjaldemokratycznej. W wyborach w 2012 uzyskała mandat posłanki na Sejm XI kadencji z ramienia LSDP w okręgu Łoździeje i Druskieniki. W Sejmie została przewodniczącą komisji ds. pracy i spraw społecznych, weszła także m.in. w skład parlamentarnej grupy litewsko-polskiej. W wyborach w 2016 nie uzyskała reelekcji. W 2019 i 2023 ponownie wybierana na radną miejską.
Zamężna, ma dwoje dzieci. Pochodzi z rodziny o polsko-litewskich korzeniach.

## Odznaczenia i wyróżnienia
W 2005 została odznaczona Srebrnym Krzyżem Zasługi. Wyróżniona tytułem honorowego obywatela Strzelec Opolskich.